# Chiesa di San Celso (Comerio)
La chiesa di San Celso è un edificio religioso, risalente al X-XI secolo e successivamente modificato, che si trova a Comerio, in provincia di Varese e diocesi di Milano. Testimonianza del Romanico lombardo, è monumento nazionale italiano del 1922.

## Storia e descrizione
Non si conosce la fondazione dell'edificio, che faceva originariamente parte dell’Abbazia di San Celso dipendente dall’omonima chiesa dei benedettini a Milano. I monaci rimasero nel complesso fino al XVI secolo, dopodiché fu utilizzato come carcere e nel 1700 venne ceduto a famiglie del luogo e distrutto risparmiando la sola chiesa.
Si presenta ad aula unica rettangolare conclusa da abside semicircolare, decorata esternamente dai tipici archetti pensili romanici con muratura in pietra a vista. La semplice facciata a capanna, presenta un ingresso sormontato da lunetta e oculo centrale aggiunto in epoca rinascimentale, così come gli oculi sul fianco.
Il campanile, ad eccezione della cella campanaria, modificata nel 1600, conserva la decorazione romanica.
Gli affreschi sull'abside interne furono realizzati a partire dal Cinquecento con la Crocefissone coi Santi Celso e Benedetto.